# Ana Whiterose
Ana Whiterose (5 de fevereiro de 2001) é uma cantora e escritora suíça.

## Biografia
Anastacia Gaillard nasceu em 5 de fevereiro de 2001, em Montreux na Suíça. Seu pai é suíço-italiano, e sua mãe é russa.
O primeiro sucesso musical de Ana Whiterose ocorreu durante a competição Kids Voice Tour em 2016, onde ela chegou até às finais.

## Carreira
Em 2019, Ana assinou com a gravadora independente suíça The Hana Road Music Group. No mesmo ano, ela lançou seu primeiro single "Behind the Moon". Ela entrou na parada de rádio suíça #62 e se tornou a "Canção do Dia" em uma das maiores estações de rádio suíças SRF3 .
O single "Wanted to Tell You" chamou a atenção da imprensa como o Cosmopolitan e OK!. o que a fez ser divulgada amplamente na mídia.
Em 2021 O videoclipe de Ana Whiterose para seu single "Breaking" ganhou exibições de prata no Berlin Music Video Awards 2021. Os seguintes artistas foram incluídos na mesma categoria: Alan Walker, David Guetta, Divulgação e muitos outros.

## Discografia
| Ano  | Título                                |
| ---- | ------------------------------------- |
| 2019 | "Behind the Moon"                     |
| 2020 | "Wanted to Tell You"                  |
| 2020 | "Luxor Mood"                          |
| 2020 | "Ying Yang"                           |
| 2020 | "Just For a Night"                    |
| 2020 | "Staring at My Face"                  |
| 2021 | "Breaking"                            |
| 2021 | "Breaking" (Danny Burg Remix)         |
| 2021 | "Stone Cold Heart"                    |
| 2021 | "Stone Cold Heart" (Danny Burg Remix) |
| 2021 | "Stone Cold Heart" Remix ft. Rudenko  |
| 2021 | "Call Me"                             |
| 2021 | "Blind"                               |